# Étienne Durand
Étienne Durand (fl. XX secolo) è stato un tennista francese.

## Biografia
Durand partecipò ai Giochi della II Olimpiade di Parigi ai tornei di singolo e doppio di tennis. Nel torneo di singolo fu eliminato al primo turno mentre in quello di doppio fu sconfitto
ai quarti.